# Azienda Veneziana della Mobilità
La Azienda Veneziana della Mobilità (AVM) è una società del Comune di Venezia.

## Storia
La società è nata nel 1996 nel piano di ristrutturazione dei servizi del comune di Venezia come azienda speciale (grazie alla legge 142/90 in materia di Riforma delle Autonomie Locali) con la denominazione Azienda Servizi per la Mobilità.
Dal 1º gennaio del 2000 è stata trasformata in società per azioni con la denominazione Azienda Servizi Mobilità - A.S.M. S.p.A..
Dal 25 gennaio 2012 la società ha cambiato denominazione sociale in Azienda Veneziana della Mobilità S.p.A..

## Competenze
Le competenze di AVM sono molteplici:
- gestisce parcheggi in struttura e a raso a Venezia e a Mestre;
- gestisce i parcheggi a pagamento a raso (le cosiddette strisce blu) ed i parcheggi scambiatori (sia gratuiti che intermodali a pagamento);
- gestisce le ZTL (alcune controllate anche da telecamere);
- gestisce la ZTL comunale per i bus turistici diretti a Venezia;
- gestisce la rimozione dei natanti ormeggiati abusivamente;
- gestisce le struttura di sosta attrezzata per natanti di Sacca della Misericordia e dell'Isola Nova del Tronchetto;
- gestisce il Bicipark, parcheggio coperto a pagamento per biciclette nei pressi della stazione di Mestre;
- effettua la punzonatura delle biciclette;
- gestisce il servizio di charge battery - ricarica di carrozzine e scooter elettrici per disabili ed anziani;
- gestisce il people mover di Venezia che collega il Tronchetto con Piazzale Roma. Il people mover è stato anche realizzato con il finanziamento di ASM
- gestisce gli approdi pubblici operativi a servizio del trasporto pubblico non di linea e assimilato siti nel territorio del Comune di Venezia e nel territorio del Comune di Cavallino Treporti.